# Pioneer P-30
Pioneer P-30 (också kallad Pioneer Y) är en rymdsond som var en del av Pioneerprogrammet. Den sköts upp den 25 september 1960. 
Sonden förstördes cirka 17 minuter efter lyftet från marken då den förmodades haverera i Indiska oceanen sedan tändningen av andra raketsteget misslyckats. Sonden hade planerats nå månen ca 62 timmar efter start.